# 門克新
門 克新（もん こくしん、生年不詳 - 1396年）は、明初の学者・官僚。本貫は鞏昌府。

## 生涯
泰州教諭となった。1393年（洪武26年）、任期を満了して南京に来朝した。洪武帝に召し出されて、経書や史書や政治の得失について諮問された。克新は直言して失点を隠さず、左賛善に任じられた。右賛善の王俊華とともに、直言を重んじた。かつて洪武帝が教官たちを南京に召し出し、民間の疾苦について訊ねたことがあった。呉従権や張桓らが「臣の職は士に教えることにあり、民事には関与しません」と答えたため、洪武帝は怒って、「宋の胡瑗は蘇州や湖州の教授となり、経典の解釈とともに治事をも教えた。漢の賈誼や董仲舒はいずれも田里に寝起きして、時務について述べた。唐の馬周は太宗に謁見できなかったため、武臣を通じて言上させた。いますでに朝堂に集まりながら、朕の諮問に答えられないとは、聖賢の道を知る者といえるのか」といい、かれらを辺境に左遷した。さらに天下の学校にこのことを掲示させて、教訓とさせた。このため克新は誠実正直なことで重んじられた。1396年（洪武29年）1月、礼部尚書に抜擢された。8月、病のため死去した。